# Гробница Цецилии Метеллы

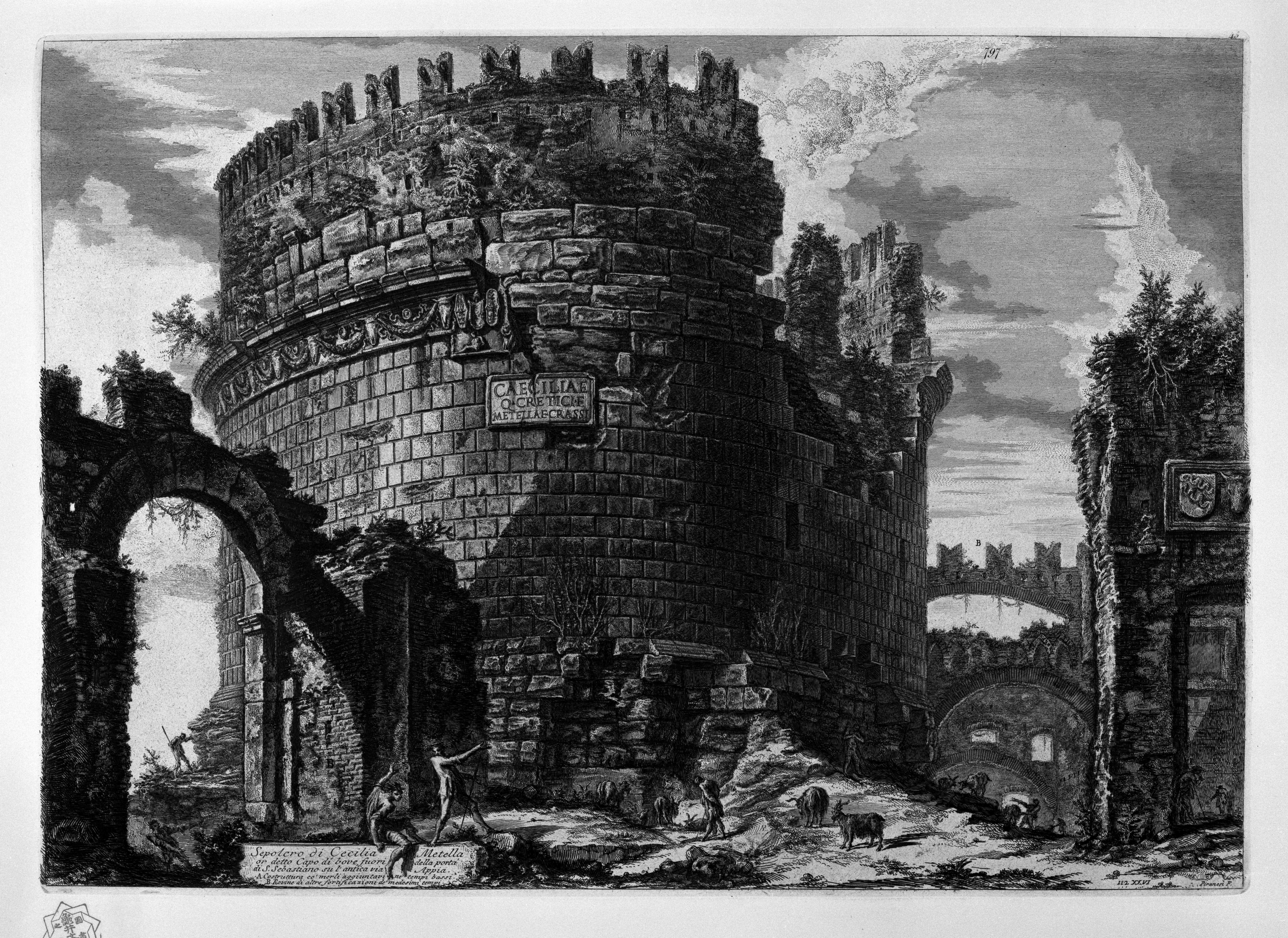
Дж. Б. Пиранези. Гробница Чечилии Метеллы. 1748—1774. Офорт из серии «Виды Рима». Издание: Vedute di Roma. T. II, tav. 45 // Opere di Giovanni Battista Piranesi, Francesco Piranesi e d’altri. Firmin Didot Freres, Paris, 1835—1839

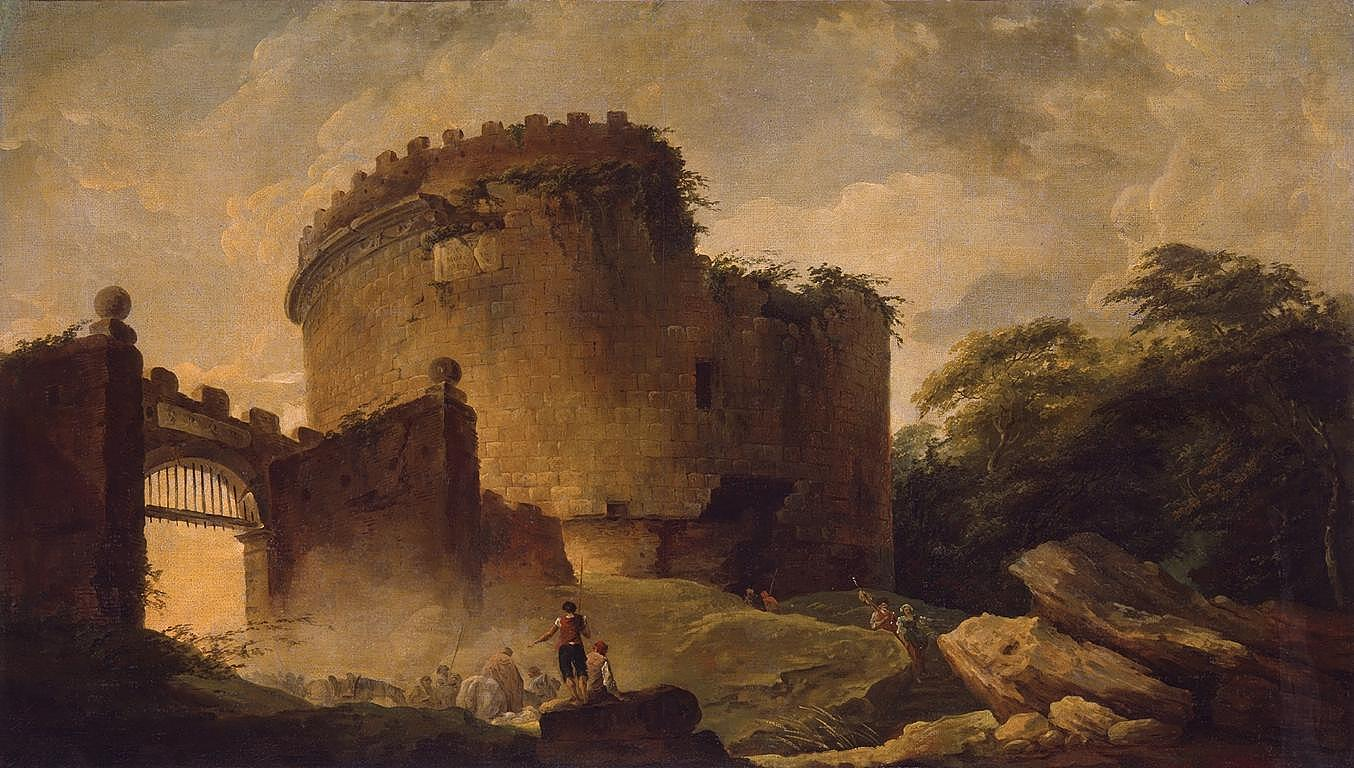
Юбер Робер. Гробница Цецилии Метеллы. Около 1765 г.

Гробница Цецилии Метеллы, Мавзолей Чечилии Метеллы (итал. Mausoleo di Cecilia Metella) — памятник древнеримской архитектуры, монументальное погребальное сооружение в виде тумулуса или толоса. Расположенo на третьем километре старой Аппиевой дороги (Via Appia Antica) в юго-восточной части Рима, за Аврелиановыми стенами и Порта Сан-Себастьяно. Образует археологический комплекс «Castrum Caetani» (Укрепление Каэтани), состоящий из цирка, средневекового замка и самой гробницы.

## История
Гробница была возведена около 50 г. до н. э. (по иной версии в 30-10 гг. до н. э) для захоронения тела Цецилии Метеллы, дочери консула (в 69 г. до н. э.) Квинта Цецилия Метелла Кретика, супруги сына Марка Лициния Красса, который служил при Юлии Цезаре и был сыном знаменитого триумвира под тем же именем. В XI веке гробница использовалась в оборонительных целях графами Тускулумскими. В 1299 году члены римской дворянской семьи Каэтани незначительно перестроили гробницу: были достроены характерные «гибеллиновы зубцы», раздвоенные наподобие «ласточкина хвоста», превратившие сооружение в типично средневековую башенную крепость (лат. Сastrum Caetani). Мраморный саркофаг, предположительно, Цецилии Метеллы, был перенесён в Палаццо Фарнезе. Многие историки считают, что саркофаг не принадлежит памятнику и был найден в окрестностях мавзолея, а не внутри него.
Позднее замок занимали члены римских семей Савелли, Орсини, Колонна, Ченчи и, наконец, с окружающими землями укрепление перешло к семье Торлония. В 2013 году гробница Цецилии Метеллы вошла в объединённый музей вместе с Термами Каракаллы и виллой Квинтилиев.

## Архитектура

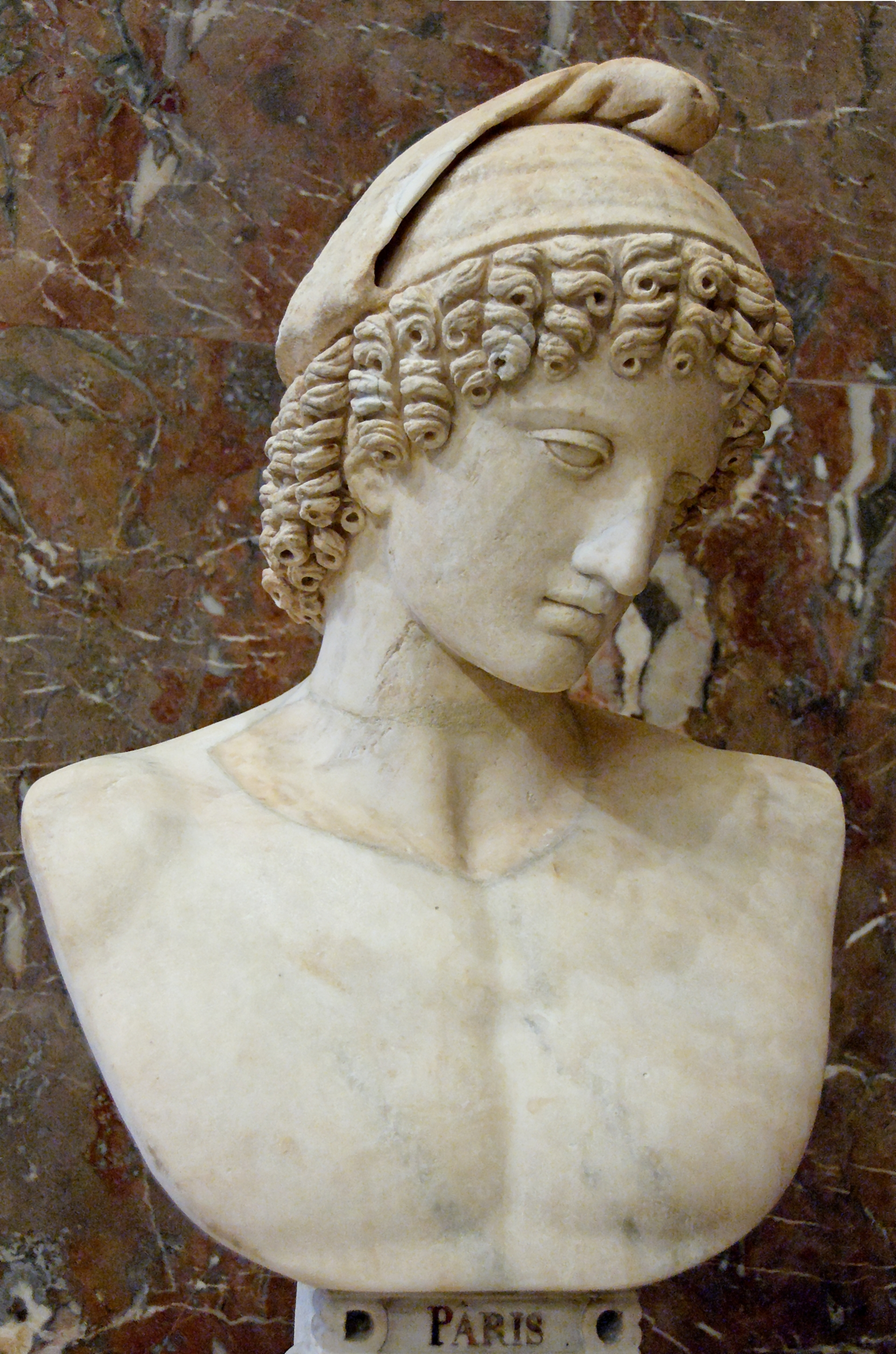
Ганимед. II в. н. э. Мрамор. Лувр, Париж

Сооружение, построенное из кирпича и облицованное снаружи блоками травертина, имеет вид башни цилиндрической формы. Гробница установлена на бетонном квадратном основании и, по одной из версий, была перекрыта куполом, по другой, подобно Мавзолею Августа, — коническим шатром из насыпного грунта (перекрытие не сохранилось). Квадратный подиум имеет высоту 8,3 метра, цилиндрический барабан — 12 метров. Памятник в целом имеет высоту 21,7 метра. Диаметр круглого барабана составляет 29,5 м, что соответствует 100 римским футам.
Латинская надпись табулы (таблички), помещённой в верхней части цилиндра гласит: «CAECILIAE | Q·CRETICI·F | METELLAE·CRASSI», что означает «Цецилии Метелле, дочери Квинта Кретика [и жене] Красса»
Выше, над табулой, помещён типично римский фриз с рельефными изображениями цветочных гирлянд, чередующихся с букраниями (бычьими головами), от которых в Средневековье появился топоним «Capo di bove» (итал., Голова быка). Зубчатые стены, перестроенные в средние века, ранее присутствовали в травертиновой конструкции и напоминали древние курганы с периметром, отмеченным памятными камнями. В погребальную камеру можно попасть с дромоса (коридора) на базе сооружения.
По мнению большинства историков подобная архитектура была заимствована римлянами либо от этрусских толосов либо от эллинистических мавзолеев Передней Азии. Интерьер гробницы Цецилии Метеллы состоит из четырёх частей: целла, верхний и нижний коридоры и западное отделение. Наиболее важной из них была целла, которая использовалась для погребальных целей и как "жилище мёртвых".
Целла имеет диаметр около 6,6 м внизу, но сужается по мере подъема до 5,6 м в диаметре наверху. В верхней части есть окулюс, пропускающий свет. По всей целле имеется более 143 вырезов, разделенных на 12 рядов по 10-14, в стенах целлы, которые использовались в качестве отверстий для путлогов (строительных балок) при создании памятника.
Позади гробницы частично сохранился замок Каэтани. Первоначально замок был трёхуровневым: уровень земли (piano terra), первый и второй этажи. Неизвестно, для чего использовался второй уровень, но первый, «благородный этаж» (piano nobile) был предназначен для нобилей, о чём свидетельствуют камины и следы изысканной меблировки. В настоящее время замок используется для экспозиции архитектурных и скульптурных фрагментов и деталей памятника.
В 1784 году вблизи гробницы Цецилии Метеллы был найден древнеримский мраморный бюст Ганимеда (вероятно, часть скульптурной группы «Похищение Ганимеда Зевсом», известной по другим повторениям) II в. н. э. Хранится в Лувре, в Париже.

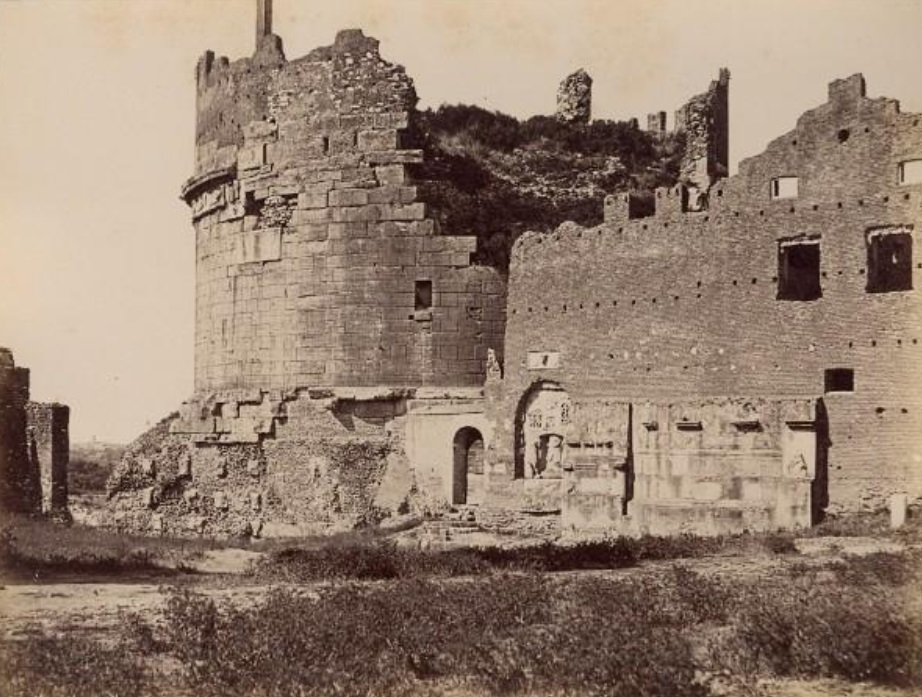
Гробница. Фотография около 1880 г.
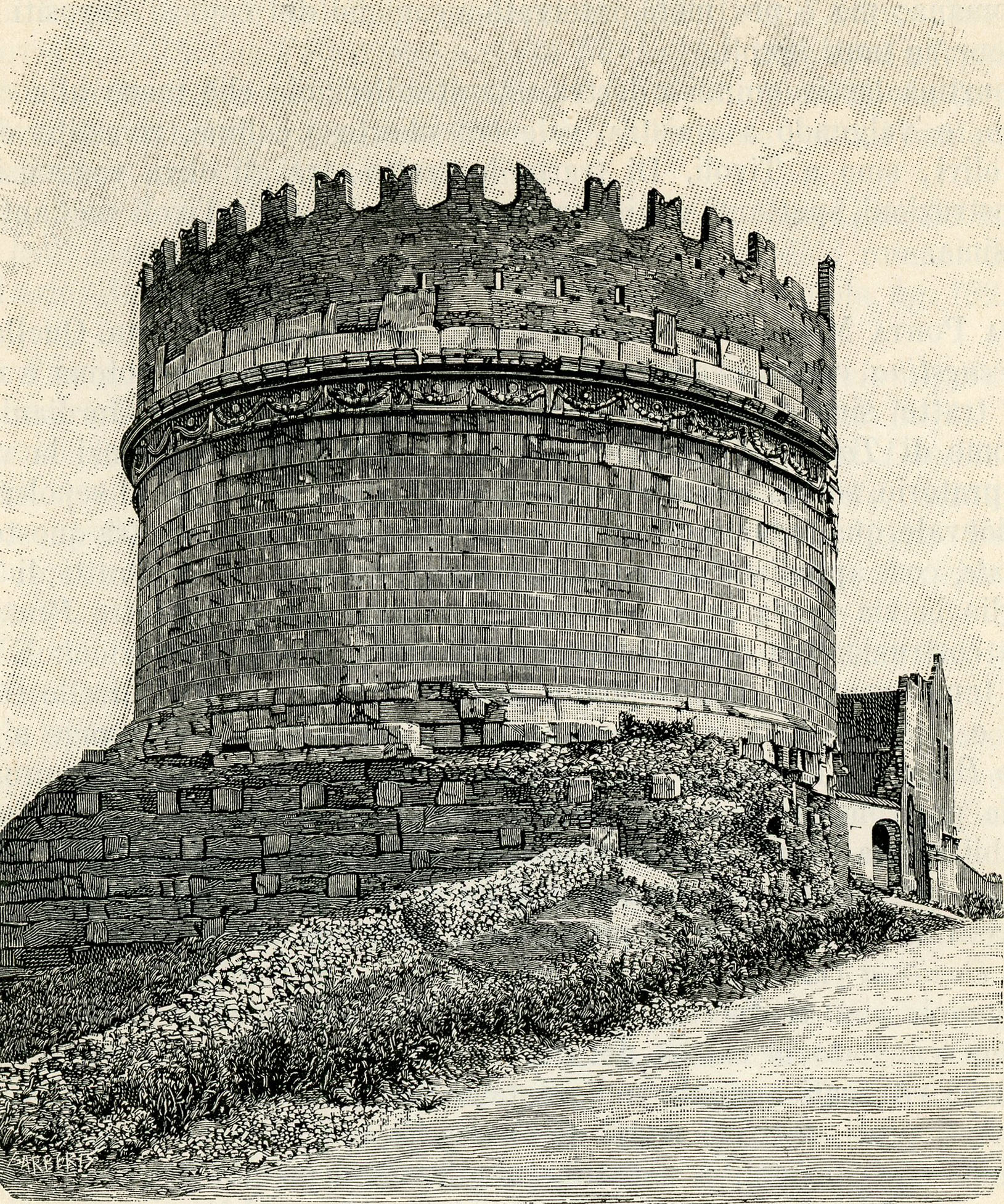
Ксилография 1894 г.
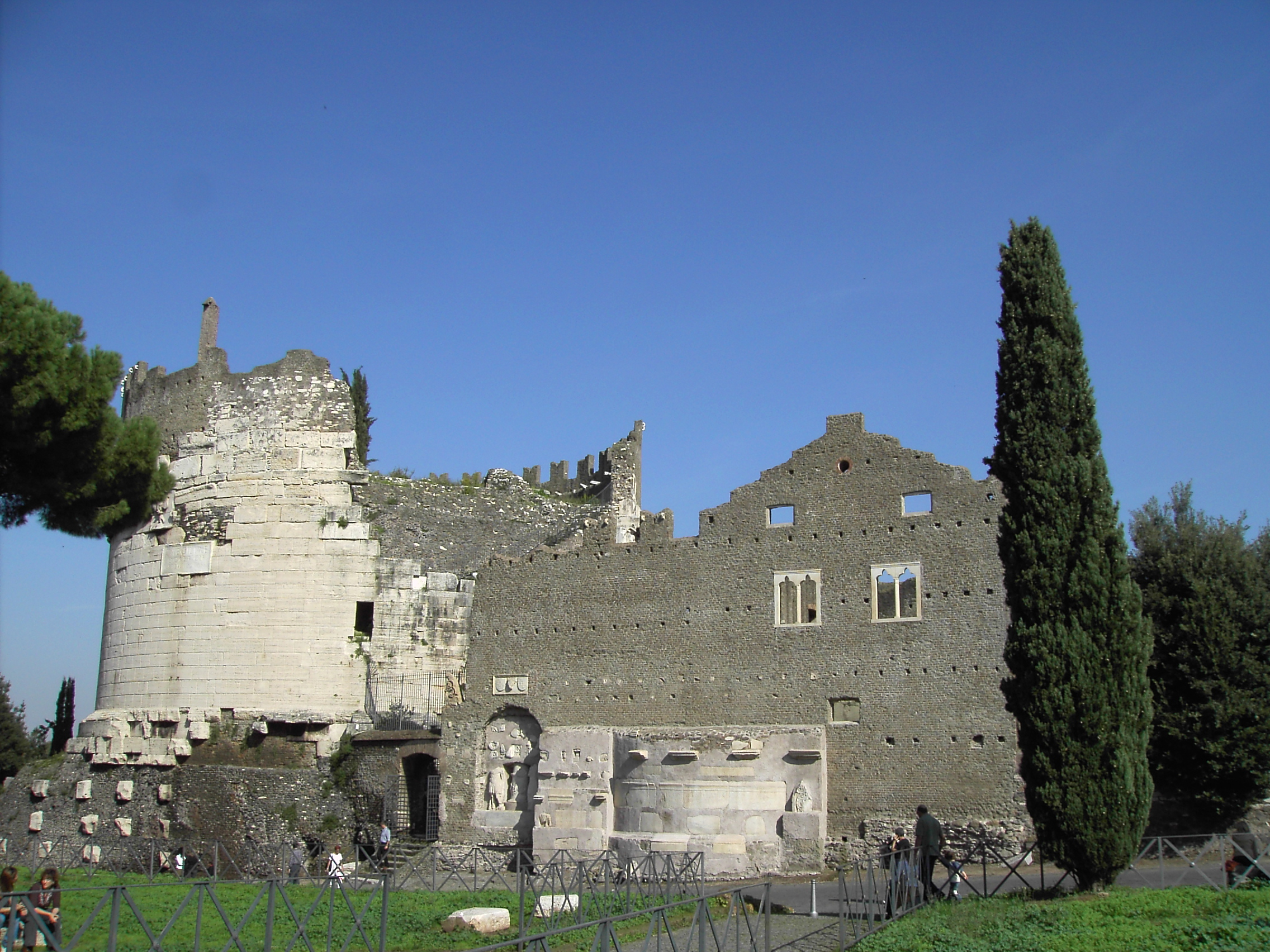
Современный вид Мавзолея и замка
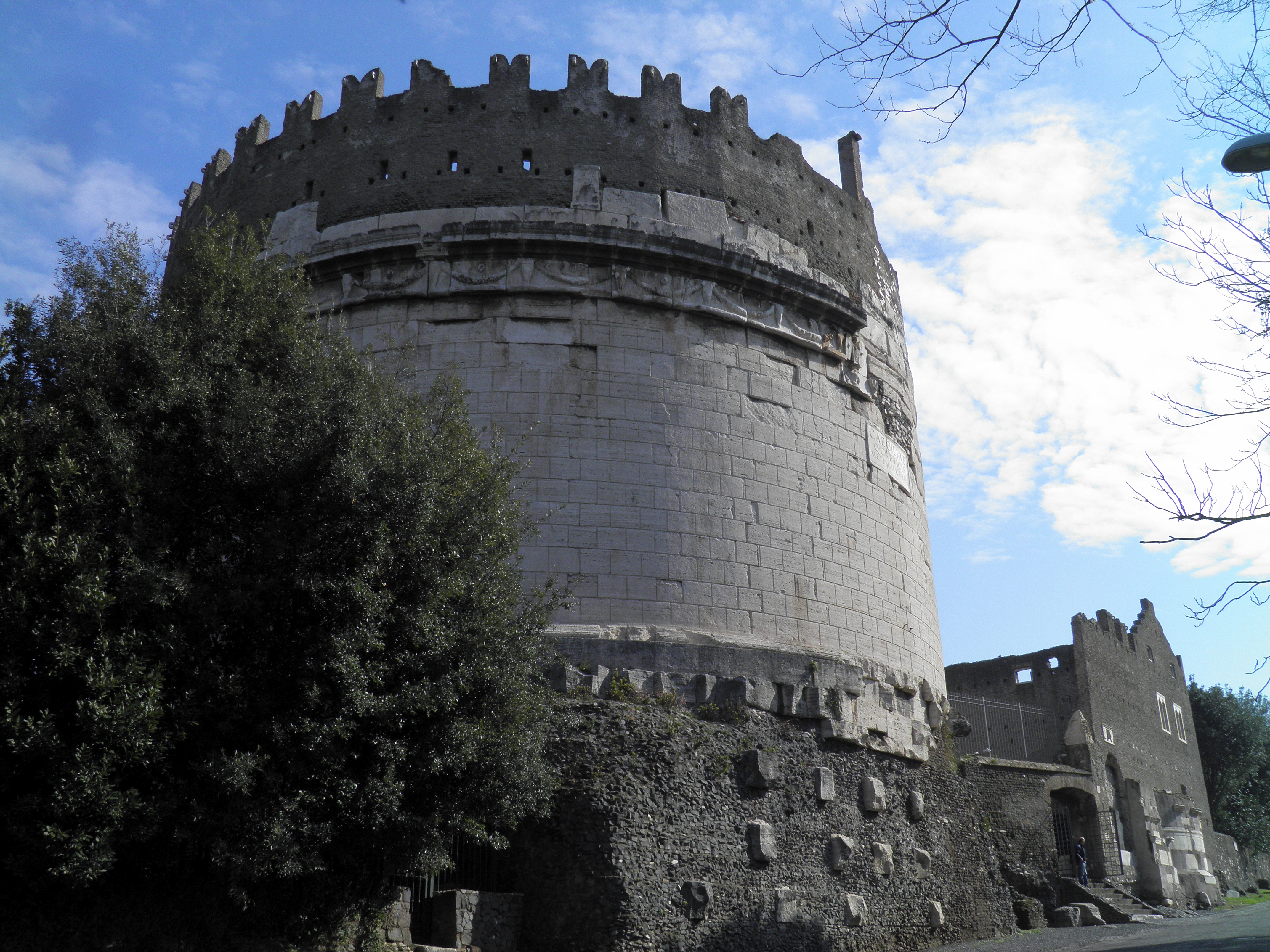
Башня
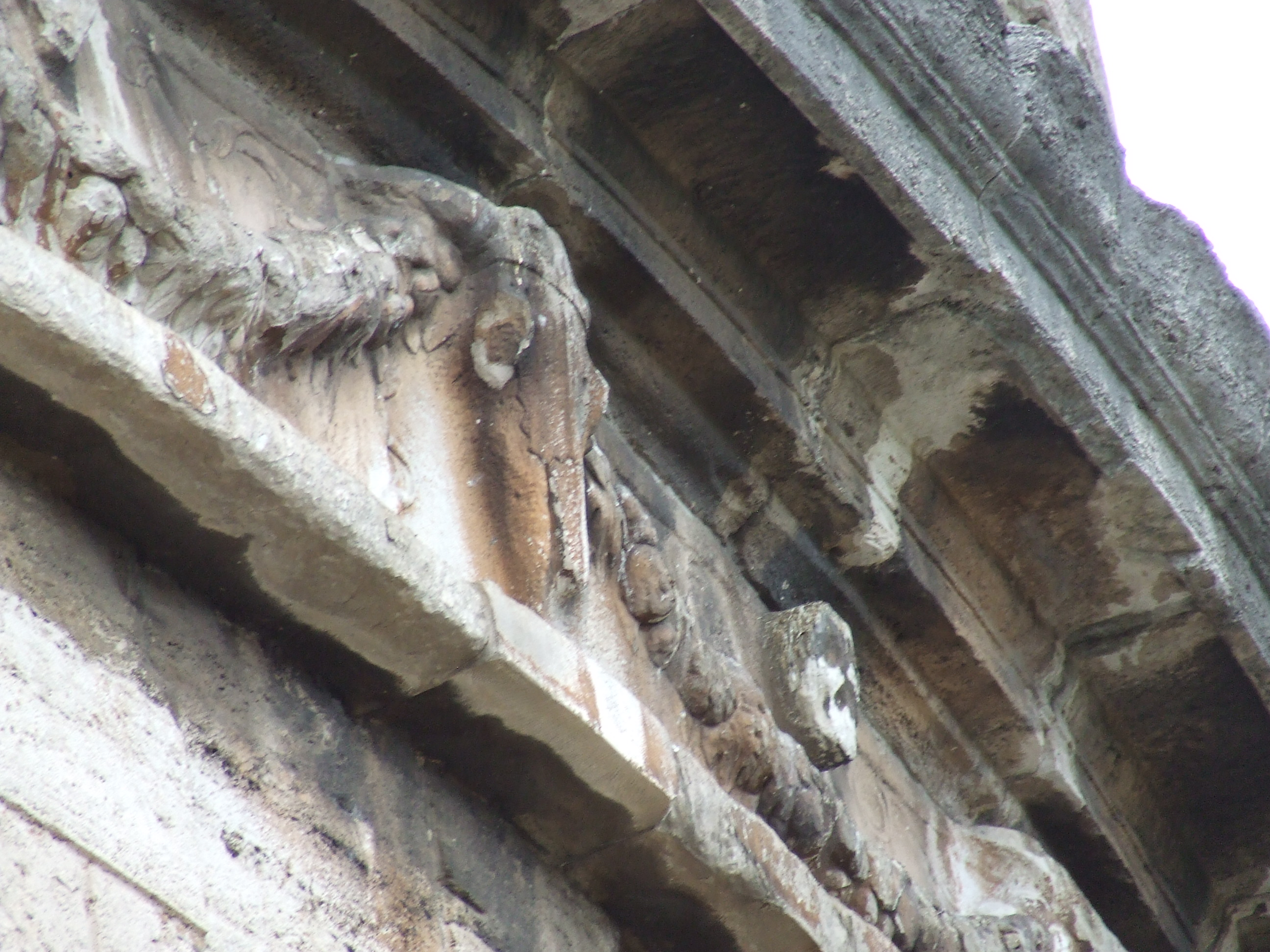
Деталь фриза
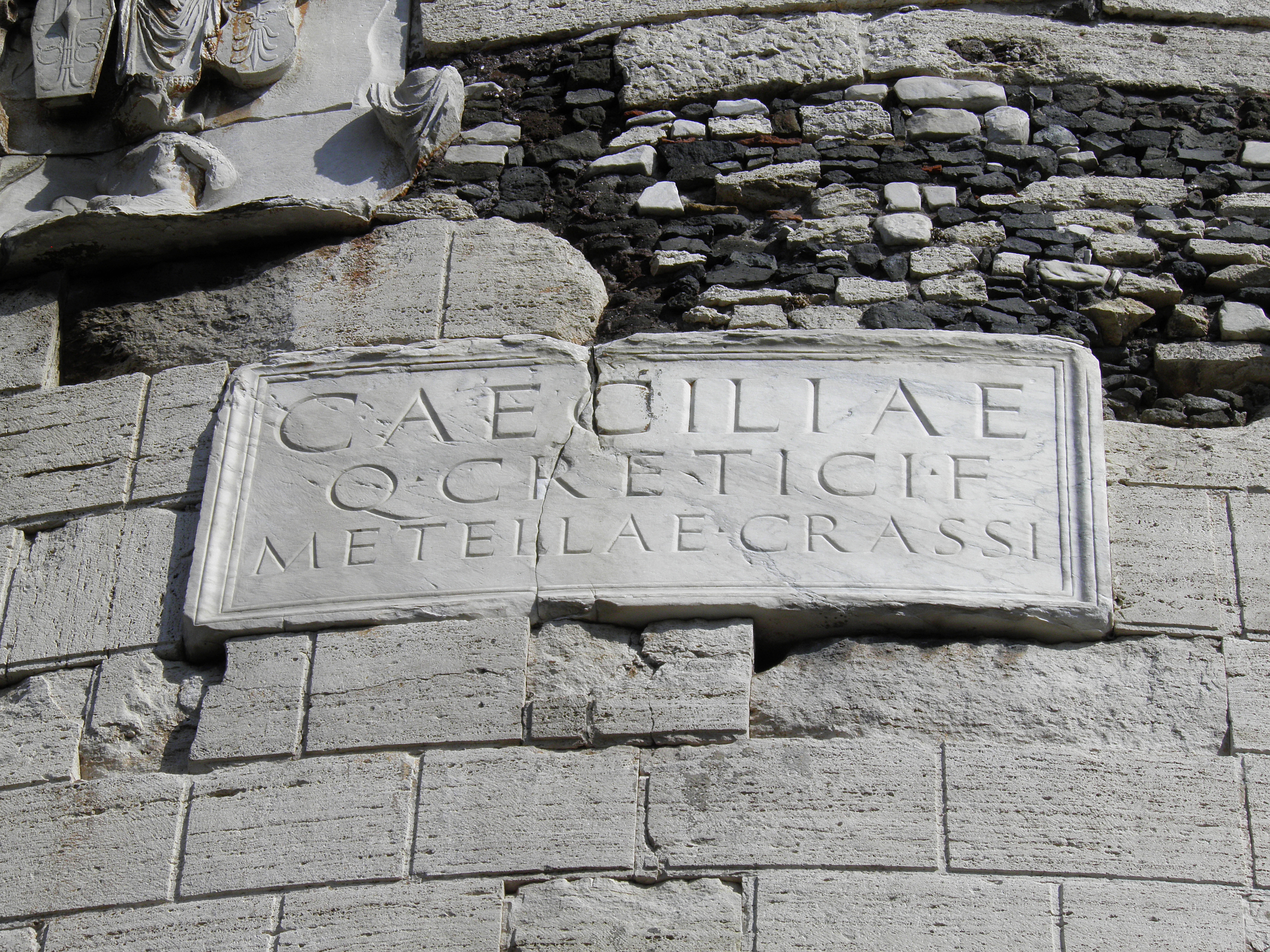
Табула с надписью
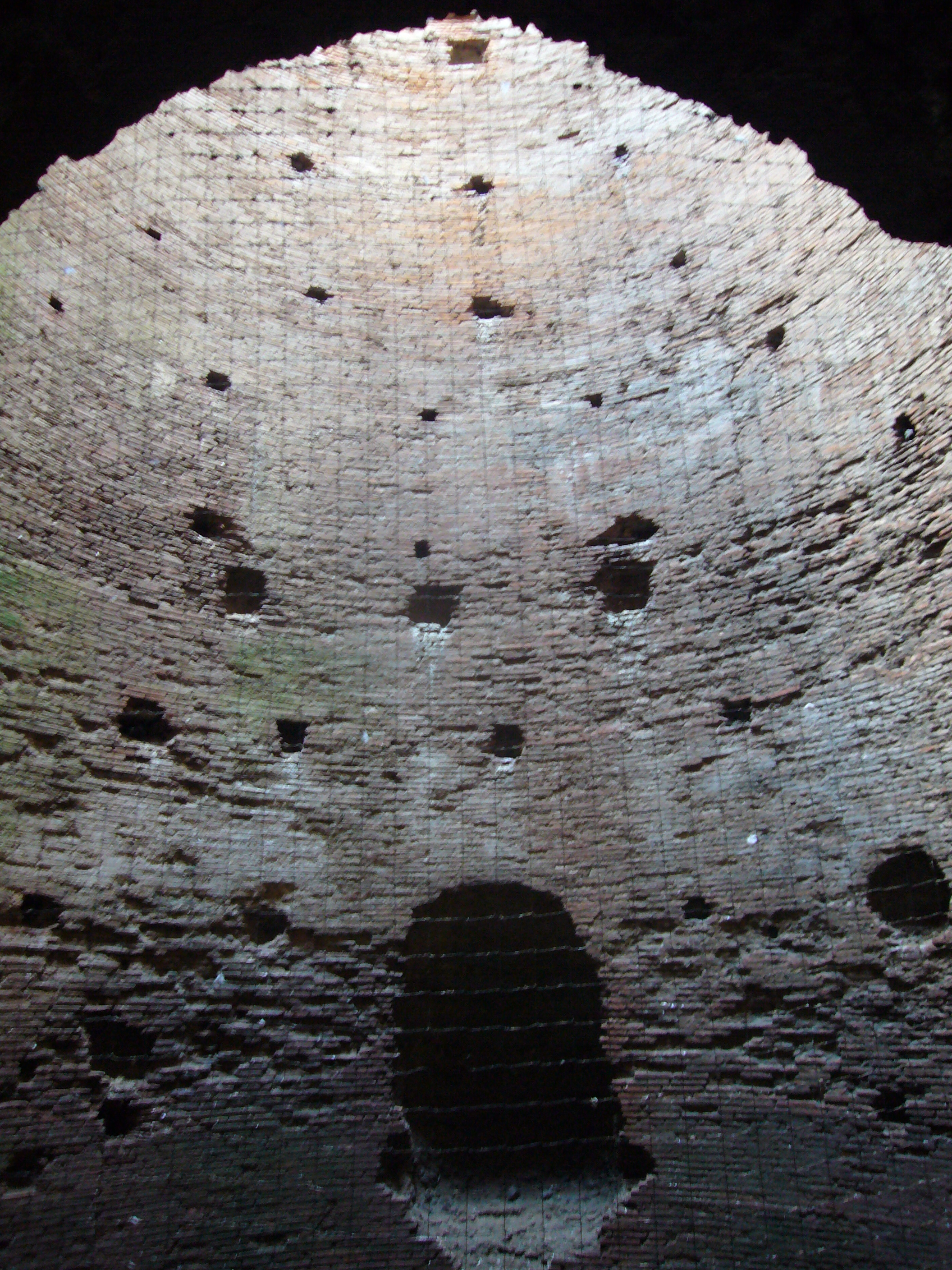
Целла
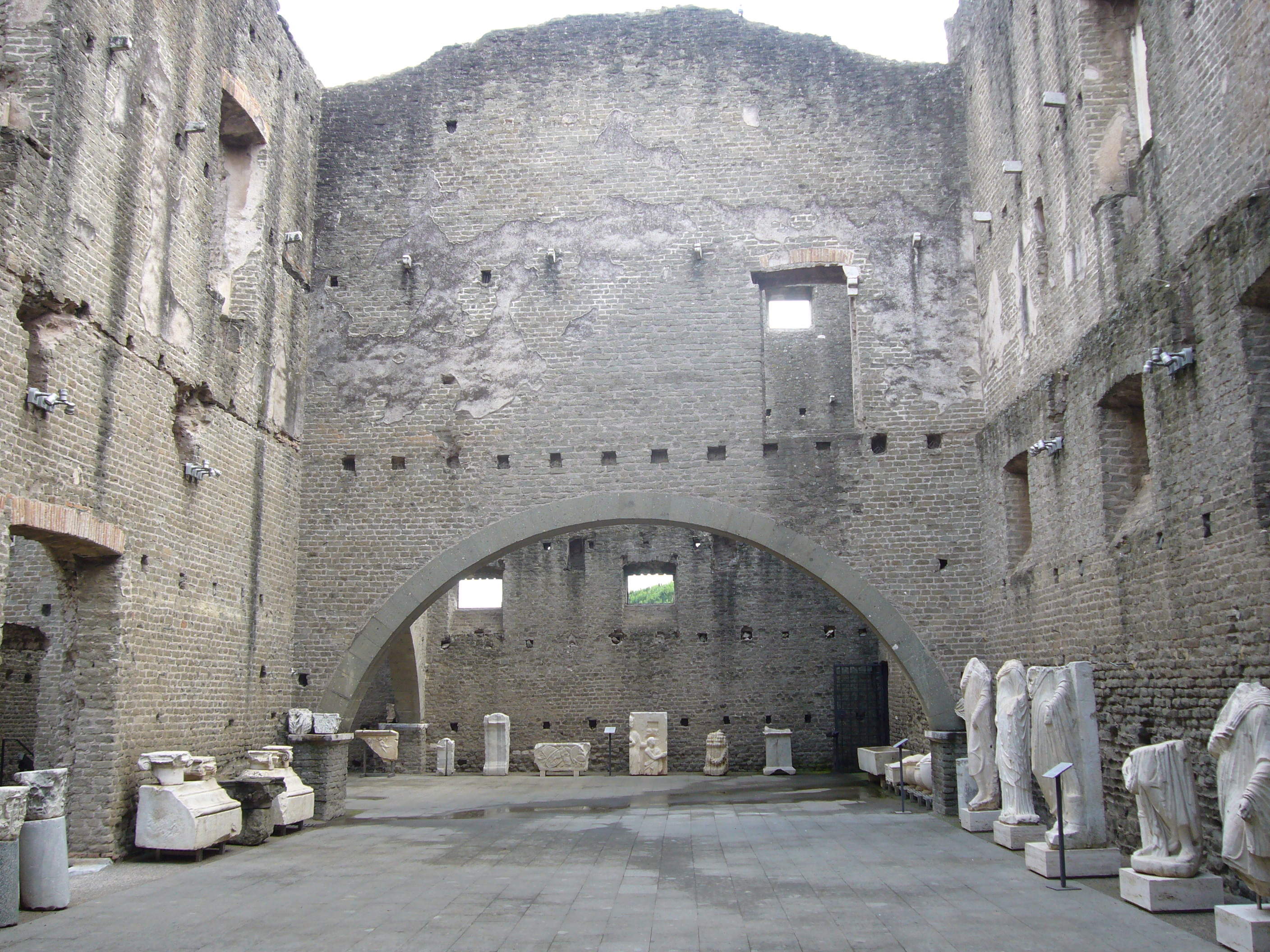
Замок
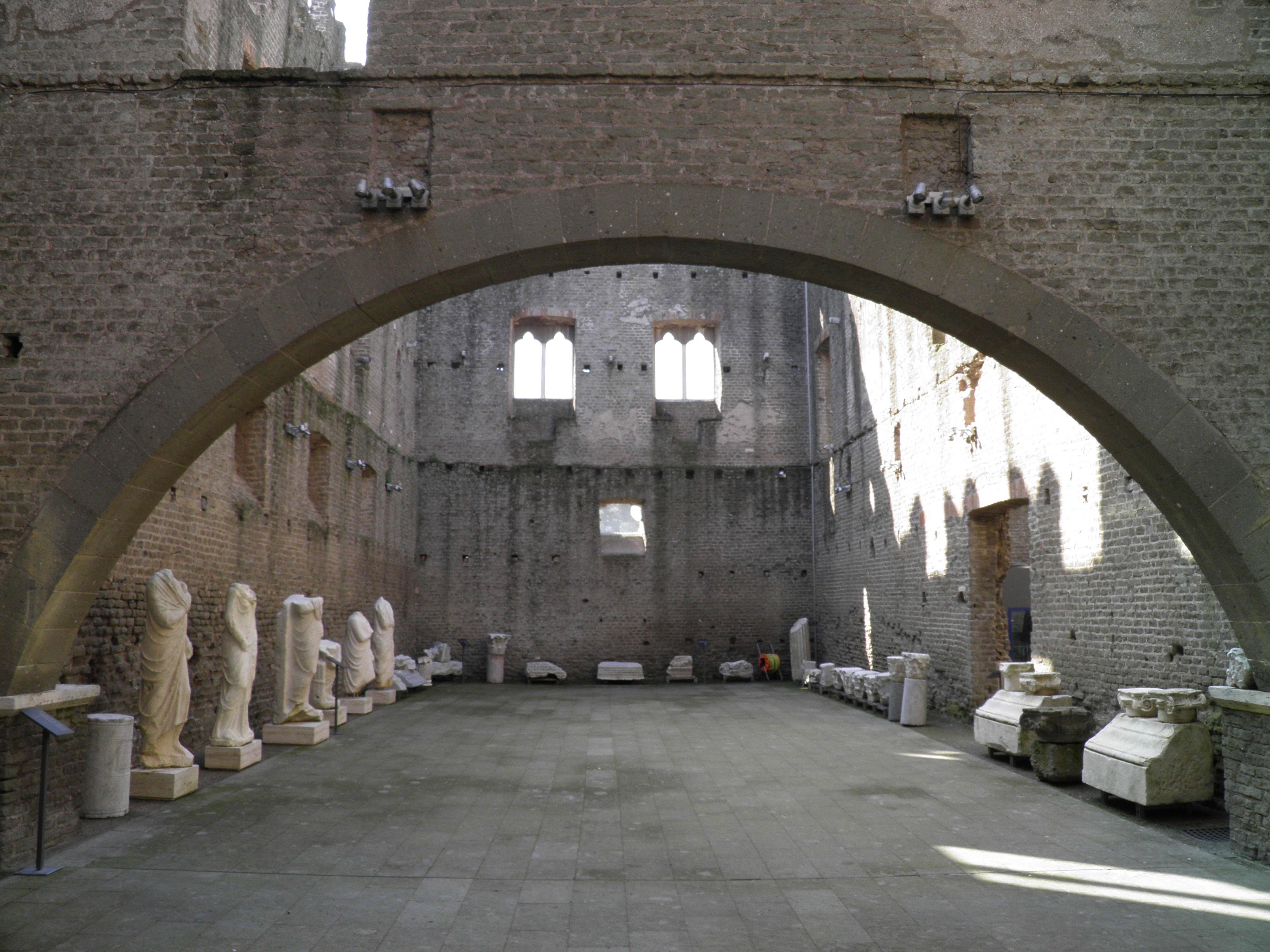
Экспозиция замка